# 王選
王 選（おう せん、1937年2月5日 - 2006年2月13日）は、中華人民共和国の計算機科学者。上海市出身。北大方正集団の創始者。中国科学院院士。中国工程院院士。中国人民政治協商会議全国委員会副主席、九三学社中央委員会副主席、中国科学技術協会副主席。「当代の畢昇」と呼ばれた。

## 経歴
原籍は江蘇省無錫県で、1937年2月5日に上海市に生まれた。上海南洋模範小学、上海南洋模範中学七宝分校（現在の上海市七宝中学）を経て、1958年、北京大学数学力学系計算数学学科を卒業。卒業後、母校である北京大学に採用され、無線電系にて助教に就任した。1978年、北京大学計算機研究所所長に就任。1980年には、北京大学副教授に昇任した。
2006年2月13日、北京市で病気のため死去した。69歳。

## 家族
- 曾祖父：王縡、清の同治年間の進士
- 外祖父：周道章、数学家
- 父：王守其、南洋公学（現在の上海交通大学）卒業、会計士。
- 母：周邈清
- 妻：陳堃銶（中国語版）

## 栄典
- 1991年、中国科学院院士
- 1994年、中国工程院院士

## 受賞
- 1985年、中国発明協会発明賞
- 1987年、国家科学技術進歩一等賞
- 1990年、陳嘉庚技術科学賞
- 1995年、国家科学技術進歩一等賞
- 1995年、何梁何利基金科学と技術進歩賞
- 2001年、国家最高科学技術賞